# Sabirabad Rayonu
Sabirabad Rayonu är ett distrikt i Azerbajdzjan. Det ligger i den sydöstra delen av landet, 120 km väster om huvudstaden Baku. Antalet invånare är 143 514. Arean är 1 470 kvadratkilometer.
Terrängen i Sabirabad Rayonu är platt åt sydväst, men åt nordost är den kuperad.
Följande samhällen finns i Sabirabad Rayonu:
- Sabirabad
- Qalağayın
- Ulacalı
- Yenibeyli
- Cavad
- Nizami
- Pokrovskoye
- Kezli
- Qaragüney
- Akhmedabad
- Zangyana
- Moranlı
- Haşımxanlı
- Tyurkedi
- Quruzma
- Kyurkendi
- Bulduq
- Mugan-Gyandzhali
- Qaratuğay
- Gyudadzhyugyur
- Kovlar
- Bala Haşımxanlı
- Narlıq
- Şix Salahlı
- Shaumyanovka
- Asatly
- Axısxa
- Çöl Beşdəli
- Surra
- Etchelyar
- Poladtuğay
- Kasymbeyli
- Askerbeyli
- Zalqaraağac
- Gasanli
- Chygyrgan
- Qaralar
- Şıxlar
- Rustamly
- Minbaşı
- Çöl Ağaməmmədli
- Balvarı
- Gadzhybabir
- Çöl Dəllək
- Dzhangyan
- Axtaçı

Trakten runt Sabirabad Rayonu består till största delen av jordbruksmark. Runt Sabirabad Rayonu är det ganska tätbefolkat, med 80 invånare per kvadratkilometer.